# 东伦内尔岛
东伦内尔岛（英語：East Rennell）是属于太平洋国家所罗门群岛的领土，位于伦内尔群岛的南部。由于东伦内尔岛是世界上最大的珊瑚礁，又有许多独特的物种，因而在1998年被列为世界自然遗产。目前是所罗门群岛唯一的世界遗产项目。